# Bajuwarenmuseum Waging am See
Das Bajuwarenmuseum Waging am See ist ein archäologisches Museum im oberbayerischen Markt Waging am See im Landkreis Traunstein. Schwerpunkt des Museums sind die germanische Besiedlung der Region des ehemaligen Salzachgletschers zwischen Waginger See und Mattsee durch germanische Stämme nach Abzug der Römer sowie die Stammesbildung der Bajuwaren aus germanischen und romanischen Bevölkerungsteilen. Die Ausstellung zeigt wertvolle archäologische Funde aus den bajuwarischen Reihengräberfeldern in Waging und Petting.

## Geschichte
Basierend auf den Funden rund um Waging am See in den 1980er Jahren wurde das Museum 1997 eröffnet. Später musste es allerdings geschlossen werden und die Ausstellungsstücke wurden zur Sortierung und Katalogisierung in den Besitz der Archäologischen Staatssammlung in München übergeben. Die Wiedereröffnung des Museums in Waging stand wegen der zu erwartenden Kosten einige Zeit infrage, letztlich entschied sich der Gemeinderat jedoch für die Durchsetzung einer Neukonzeption. Die Erarbeitung der neuen Ausstellung erfolgte schließlich in Zusammenarbeit mit einem P-Seminar des Chiemgau-Gymnasiums Traunstein. Nach dessen Abschluss wurde das Museum im Frühjahr 2018 wieder eröffnet.